# Zuidelijke jachtkogelspin
De zuidelijke jachtkogelspin (Euryopis laeta) is een spinnensoort uit de familie van de kogelspinnen (Theridiidae). De wetenschappelijke naam van de soort werd, als Theridium laetum, in 1861 gepubliceerd door Johan Peter Westring.
De soort komt voor in het Palearctisch gebied, van Europa, Tunisië, Turkije, de Kaukasus, Rusland (Europees deel tot Zuid-Siberië) en Kazachstan tot in Centraal-Azië.